# 疯狂老鼠 (游戏)
疯狂老鼠（英語：Crazy Mouse）是一款由上海灵禅开发并发行在Xbox 360平台上的Xbox Live Arcade游戏。本作不仅是第一款由中国大陆本土工作室制作的XBLA游戏，也是从（中国）微软游戏技术平台成功孵化的第一个游戏项目。《疯狂老鼠》于2008年10月15日在Xbox Live上线，售价400微软点数。游戏成就点数为200点。

## 概要
《疯狂老鼠》需要玩家操纵一只老鼠在限定时间内吃掉（收集）地图上的食物，每种食物的分数不同；而在不同的游戏关卡里，玩家要完成的任务也不尽相同。本作包含了32个单人游戏关卡以及16张多人游戏地图。

## 开发
2006年9月，微软中国与中国四川省文化厅、成都高新技术产业开发区及四川华创天府数字技术有限公司在成都创办了 “国家动漫游戏产业振兴基地微软游戏技术平台”，简称“微软游戏技术平台”。 之后在此平台上开展了“游戏创意大赛”，上海灵禅的《疯狂老鼠》项目最后作为获胜者之一进驻该平台。2008年10月14日，灵禅宣布游戏开发完成并将于次日在Xbox Live上线。《疯狂老鼠》是通过微软游戏技术平台开发并发售的第一款游戏。

## 评价
| 汇总媒体     | 得分   |
| ------------ | ------ |
| GameRankings | 29.00% |
| Metacritic   | 28/100 |

| 媒体     | 得分   |
| -------- | ------ |
| GameSpot | 3/10   |
| IGN      | 2.5/10 |

《疯狂老鼠》在欧美各大游戏媒体上均获得了较差的评价。著名游戏媒体IGN给本作打出了2.5分（满分10分）的低分。并评价道：本作最疯狂的地方是这种Flash水平的东西竟然还是收费的，但是它的素质不值得玩家付出的每一分钱。游戏网站GameSpot给本作评为3分（满分10分），他们选出《疯狂老鼠》的唯一一个优点是游戏运行起来还算流畅，不过更多的是指出本作的众多缺陷，并认为“疯狂老鼠应该待在自己洞里别出来”。

## 其他
《疯狂老鼠》同期还推出了基于Java的手机版游戏，内容与XBLA版差别不大。